# John Howard Marsden
Pour les articles homonymes, voir Marsden.
John Howard Marsden (7 mai 1803 - 24 janvier 1891) est un religieux et universitaire anglais. Il est antiquaire et devient en 1851 le premier professeur Disney d'archéologie à l'Université de Cambridge.

## Biographie
Fils aîné de William Marsden, vicaire de la chapelle Saint-Georges, Wigan, et plus tard vicaire d'Eccles, il est né à Wigan. Il est admis le 6 août 1817 à la Manchester Grammar School et est chercheur principal en 1822.
Marsden obtient un prix de son école au St John's College de Cambridge, où il est élu érudit de la fondation Somerset. En 1823, il obtient la bourse de l'université Bell. Il est diplômé BA en 1826, avec une première classe dans les tripos classiques. Il devient MA en 1829 et BD en 1836.
Marsden est prédicateur spécial à l'université en 1834, 1837 et 1847. Il est conférencier Hulsean sur la théologie en 1843 et 1844, et est de 1851 à 1865 le premier professeur Disney d'archéologie .
En 1840, Marsden est présenté par son collège au presbytère de Great Oakley, Essex, qu'il occupe pendant 49 ans, démissionnant en 1889 pour des raisons de santé. Il occupe également pendant quelques années le doyenné rural de Harwich. Ayant été élu chanoine résident de Manchester en 1858, il devient doyen rural du doyenné d'Eccles, et il est l'un des aumôniers de James Prince Lee, premier évêque de Manchester.
Marsden meurt à sa résidence, Grey Friars, Colchester, le 24 janvier 1891.

## Publications
- The Sacred Tree, a Tale of Hindostan, impression privée, Londres, 1840.
- Philomorus, un bref examen des poèmes latins de Sir Thomas More, Londres, 1842.
- An Examination of certain Passages in Our Lord's Conversation with Nicodemus, huit conférences Hulsean, Londres, 1844.
- The Evils which have resulted at various times from a Misapprehension of Our Lord's Miracles, huit discours de Hulsean, Londres, 1845.
- College Life in the Reign of James I, basé sur l'autobiographie de Sir Symonds D'Ewes, Londres, 1851.
- Two Introductory Lectures upon Archaeology, delivered in the University of Cambridge, Cambridge, 1852.
- A Descriptive Sketch of the Collection of Works of Ancient Greek and Roman Art at Felix Hall, in "Transactions of the Essex Archaeological Society", 1863.
- Fasciculus, Londres, 1869, vers légers.

Deux œuvres sont liées à une relation revendiquée avec William Marsden (1754–1836), qui a fait de John Howard Marsden son héritier. Le Rév. William Marsden, le père de John Howard Marsden, et William Marsden (1754–1836) sont tous deux identifiés à la famille élargie « Marsden de Manchester et Chelmorton »,.
- History of the Gentlemen's Society at Spalding, Londres, 1849. William Marsden (1754–1836) était membre de la Spalding Gentlemen's Society[6] .
- A Brief Memoir of the Life and Writings of Lieutenant-Colonel William Martin Leake, FRS, impression privée, Londres, 1864, sur William Martin Leake. Leake a épousé Elizabeth, fille de Charles Wilkins. Elle est la veuve de William Marsden (1754-1836)[7],[8]

En 1829, Marsden remporte le Seatonian Prize, le sujet du poème étant The Finding of Moses, Cambridge, 2e édition. 1830. Il publie également des sermons prêchés à la cathédrale de Manchester, à Colchester et à Cambridge, de 1835 à 1845.

## Famille
Marsden épouse en 1840 Caroline, fille aînée de William Moore, prébendier de Lincoln. Ils ont trois fils:
- William (1841–1925), officier de l'armée, épouse en 1873 Katharine Murray, fille de B. Rigby Murray, de Parton.
- Maurice Howard (1843-1920), clerc, épouse en 1873 Frances Maria Simpson, fille du révérend S. Simpson, de Lancaster.
- Reginald Godfrey (1845–1927), avocat, épouse en 1874 Edrica Jane Cowling, fille de John Cowling.